# Test Kruskala-Wallisa
Test Kruskala-Wallisa – rangowy test statystyczny porównujący rozkłady zmiennej w {\displaystyle k>2} populacjach. Test nie zakłada normalności rozkładów. Niekiedy uważany jest za nieparametryczną alternatywę dla jednoczynnikowej analizy wariancji pomiędzy grupami.
Hipotezą zerową {\displaystyle H_{0}} jest równość dystrybuant rozkładów w porównywanych populacjach.
Danymi wejściowymi jest {\displaystyle n} -elementowa próba statystyczna podzielona na {\displaystyle k} rozłącznych grup o licznościach {\displaystyle n_{1},n_{2},\dots n_{k}.} Zakłada się, że każda grupa jest losowana z innej populacji.
Wykonywane jest rangowanie całej próby (połączone wszystkie grupy).
Niech {\displaystyle R_{ij}} oznacza rangę w całej próbie {\displaystyle j}-tego elementu z {\displaystyle i}-tej grupy.
Statystyka testowa Kruskala-Wallisa:
{\displaystyle T={\frac {12}{n(n+1)}}\sum \limits _{i=1}^{k}n_{i}\left({\overline {R}}_{i}-{\frac {n+1}{2}}\right)^{2},}
gdzie:
{\displaystyle {\overline {R}}_{i}={\frac {1}{n_{i}}}\sum _{j=1}^{n_{i}}R_{ij}.}
Statystyka ta jest miarą odstępstwa średnich próbkowych rang od wartości średniej wszystkich rang, równej {\displaystyle (n+1)/2.}
Dokładne obliczenie rozkładu tej statystyki wymagałoby sprawdzenia wszystkich układów rang. W praktyce, do obliczania p-wartości korzysta się z twierdzenia, mówiącego, że przy (jednocześnie):
- spełnionej hipotezie H0
- ciągłym rozkładzie cechy w porównywanych populacjach
- minimalnych licznościach grup {\displaystyle n_{1},n_{2},n_{3}>5} dla {\displaystyle k=3} lub {\displaystyle n_{1},n_{2},\dots ,n_{k}>4} dla {\displaystyle k>3}

zachodzi:
{\displaystyle P\{T\leqslant t\}\to P\{\chi _{k-1}^{2}\leqslant t\}} dla {\displaystyle t\to \infty ,}
gdzie {\displaystyle \chi _{k-1}^{2}} to zmienna o rozkładzie chi-kwadrat z {\displaystyle k-1} stopniami swobody.